# 丹頓山脈
78°5′S 163°55′E / 78.083°S 163.917°E
丹頓山脈（英語：Denton Hills）是南極洲的山脈，位於維多利亞地的斯科特海岸，處於皇家學會嶺東面，長44公里、寬17公里，由英國探險隊發現和繪入地圖。